# Wiima
Wiima war ein Automobil, das in Finnland produziert wurde.

## Hintergrund
Der Konstrukteur Antti Wihuri entwickelte einen Kleinstwagen. Die Produktion fand beim Unternehmen Oy Uusi Autokoriteollisuus, später Oy Wiima AB, in Helsinki statt. Dies war ein Hersteller von Karosserien für Omnibusse. Die Vorstellung erfolgte im November 1957 auf einer Industriemesse in Helsinki. Mangels Nachfrage kam es nicht zu einer Serienproduktion.

## Fahrzeug
Das Fahrzeug basierte auf einem verkürzten Fahrgestell vom Goggomobil. Die Fahrzeuglänge betrug 261 cm und die Fahrzeugbreite 132 cm. Die Karosserie bot Platz für zwei Personen. Für den Antrieb sorgte der Zweizylindermotor vom Goggomobil mit 296 cm³ Hubraum und 15 PS Leistung im Heck. Die Höchstgeschwindigkeit war mit 95 km/h angegeben.